# Feliz Natal
Feliz Natal is een gemeente in de Braziliaanse deelstaat Mato Grosso. De gemeente telt 11.170 inwoners (schatting 2009). De gemeente ligt tussen de rivieren Arraias in het noorden en de Ronuro in het zuiden en heeft de Xingu, waarin de twee voornoemde zijrivieren in uitmonden, als oostgrens waaraan ook de Xingu in het PIX leven. Over het ontstaan van dit park werd de film Xingu gedraaid. Een bekend dorp is Moygu van de Ikpeng (ook bekend als Txicao) bij Pavuru aan de Xingu. Xingu is ook lokaal bier dat zowel in een zwarte (met oudste vermelding in 1557) als een (sinds 2013 mede door Europeanen ontwikkelde en gecommercialiseerde) blonde of blanke variëteit bestaat. 